# ロシアのウクライナ侵攻で死亡したロシア軍高級将校の一覧
ロシアのウクライナ侵攻で死亡したロシア軍高級将校の一覧（ロシアのウクライナしんこうでしぼうしたロシアぐんこうきゅうしょうこうのいちらん）は、2022年2月24日に開始されたロシアのウクライナ侵攻で死亡したロシア軍高級将校（佐官以上）の一覧である。

## 概略
侵攻開始から1年半が経過した時点で、「ニューズウィーク」（2023年7月11日付）は下記のように報じている。
- ウクライナ侵攻によって、多くのロシア軍高級将校が戦死しているのは間違いない。

- 「メディアゾナ」は、2023年6月2日までに、将官4名（退役空軍少将 カナマト・ボタシェフ、陸軍少将 ウラジーミル・フロロフ、陸軍少将 ロマン・クトゥーゾフ、陸軍少将 アンドレイ・スホベツキー）、大佐58名、中佐176名が確実に戦死しているとしている。

それ以前、侵攻開始から約4か月の2022年6月6日時点で、ウクライナ政府は将官12人、西側諸国の情報機関は将官7人が死亡したとしていた。高級将校（佐官以上）の死亡は152人、大佐は50人が死亡したとしていた。一方、2022年6月5日時点で、ロシア国内の報道では「特別軍事行動」で死亡した将官数は4人とされていた。

## 死亡したロシア軍高級将校の一覧
※ 必要な場合のみ、各人の階級に軍種（陸軍・海軍・空軍・航空宇宙軍・空挺軍・国家親衛隊）を付している。

### 将官
| 生前の写真 | 名前 ロシア語表記/ラテン文字転写 （生没年月日と行年）                                                                               | 階級         | 報告された日付 | 戦死地           | 補足 |
| ---------- | --- | ------------ | -------------- | ---------------- | --- |
|            | マゴメド・トゥシャエフ Магомед Тушаев / Magomed Tushayev （1986年2月23日 - 2022年2月26日、36歳）                                    | 少将         | 2022年 2月26日 | ホストメリ       | ロシア国家親衛隊 チェチェン部隊第141自動車化連隊長。 疑義あり : ウクライナ軍とデイリー・メールによって死亡したことが発表されている。一方チェチェンの指導者ラムザン・カディロフは彼の生存を主張して事実関係を争っている。5月30日、BBCのロシア支局が生存を確認したと報じられた。                                                         |
|            | アンドレイ・スホベツキー Андрей Суховецкий / Andrey Sukhovetsky （1974年6月27日 - 2022年2月28日、47歳）                             | 空挺軍少将   | 3月3日         | マリウポリ近郊   | ロシア陸軍 第41諸兵科連合軍副司令官。前 ロシア空挺軍 第7親衛空挺師団長。 【確定】ロシアのノヴォロシースク市の公式ウェブサイトにて戦死と発表。 |
|            | ヴィタリー・ゲラシモフ Виталий Герасимов / Vitaly Gerasimov （1977年7月9日 - 2022年3月7日、44歳）                                   | 少将         | 3月8日         | ハルキウ近郊     | ロシア陸軍 第41諸兵科連合軍参謀長 兼 第一副司令官。 ロシア連邦軍参謀総長 ワレリー・ゲラシモフの甥とみられると西側メディアで報道されている。 疑義あり : 5月23日に栄誉を授与されたとBBCが死亡に否定的な報道をした。 |
|            | アンドレイ・コレスニコフ Андрей Колесников / Andrei Kolesnikov （1977年2月6日 - 2022年3月11日、45歳）                               | 少将         | 3月11日        |                  | ロシア陸軍 第29諸兵科連合軍司令官。 |
|            | オレグ・ミチャーエフ Олег Митяев / Oleg Mityaev （1974年 - 2022年3月15日、48歳）                                                    | 少将         | 3月15日        | マリウポリ近郊   | ロシア陸軍 第150自動車化狙撃師団長。 |
|            | アンドレイ・モルドヴィチェフ Андрей Мордвичев / Andrey Mordvichev （1976年1月14日 - 2022年3月16日、46歳）                           | 中将         | 3月18日        | ヘルソン地区     | ロシア陸軍 第8諸兵科連合軍司令官。 疑義あり : ウクライナ軍によって死亡したことが発表されている。一方チェチェンの指導者ラムザン・カディロフは彼の生存を主張して事実関係を争っている。5月30日、BBCのロシア支局が生存を確認したと報じられた。2023年2月17日、中央軍管区司令官に就任したとロシア側から発表されている。                      |
|            | アンドレイ・パリー Андрей Палий / Andrei Paliy （1971年2月13日 - 2022年3月19日、51歳）                                              | 上級大佐     | 3月20日        | マリウポリ近郊   | ロシア海軍 黒海艦隊副司令官。 パリーの階級「上級大佐」を、将官に含めるか、佐官に含めるかの判断は、報道機関によって異なる。韓国の中央日報は、パリーの戦死を「6人目の将官の死」と報じた。 【確定】セルゲイ・ショイグ ロシア国防相主導で創設されたロシアの軍事愛国的な公的運動「UNARMIA」公式サイトが、パリーの戦死について言及している。 |
|            | ヤコフ・レザンツェフ Яков Резанцев / Yakov Rezantsev （1973年6月17日 - 2022年3月25日、48歳）                                        | 中将         | 3月25日        | ヘルソン地区     | ロシア陸軍 第49諸兵科連合軍司令官。 |
|            | ウラジーミル・フロロフ Владимир Фролов / Vladimir Frolov （ ? - 2022年4月16日、?歳）                                                | 少将         | 4月16日        | ドンバス方面     | ロシア陸軍 第8諸兵科連合軍副司令官。 【確定】サンクトペテルブルクのアレクサンドル・ベグロフ知事が葬式に出席したことや、「ウクライナの民族主義者との戦い」で戦死したと言及する追悼の意を同知事の公式ニュースとして市行政機関の公式ウェブサイトにて掲載。                                                                                |
|            | アンドレイ・シモノフ Андрей Симоновв /Andrei Simonov （1966年6月29日 - 2022年4月16日、55歳）                                        | 少将         | 4月29日        | イジューム       | ロシア電子戦部隊上級指揮官。 |
|            | カナマト・ボタシェフ Канамат Хусеевич Боташев / Kanamat Botashev （ ? - 2022年5月22日、63歳）                                       | 退役空軍少将 | 7月11日        | ルハーンシク     | ワグネル・グループ所属 Su-25パイロット。 2013年にロシア空軍を退役。 |
|            | ロマン・クトゥーゾフ Роман Кутузов /Roman Kutuzov （1979年8月31日 - 2022年6月5日、 42歳）                                           | 陸軍少将     | 6月5日         | ポパスナ近郊     | ドネツク人民共和国第1軍団軍団長。（前）ロシア陸軍 第29諸兵科連合軍参謀長。 【確定】ロシア国営メディア「ロシア２４」が戦争特派員がテレグラムに投稿した内容を基に、ウクライナ東部ドンバス地方で戦死したと報じた。また自称「ドネツク人民共和国」元首のデニス・プシーリンや出身地ウラジーミルの公職者たちも戦死を認めた。                  |
|            | アルチョム・ナスブーリン Артем Насбулин / Artem Nasbulin （ ? - 2022年7月10日、? 歳）                                               | 少将         | 7月10日        | ヘルソン         | ロシア海軍 第22軍団参謀長。 |
|            | セルゲイ・ゴリャチョフ Сергей Владимирович Горячев / Sergey Goryachev （1970年10月22日 - 2023年6月12日、52歳）                      | 少将         | 2023年 6月12日 | ザポリージャ州   | ロシア陸軍 第35諸兵科連合軍参謀長。【確定】サンクトペテルブルクのスモンレスク墓地に埋葬された写真付きの記事が公開された。 |
|            | オレグ・ツォコフ Оле́г Ю́рьевич Цо́ков / Oleg Yuryevich Tsokov （1971年9月23日 - 2023年7月11日、51歳）                                 | 陸軍中将     | 7月11日        | ベルジャーンシク | ロシア連邦軍 南部軍管区 副司令官。【確定】ロシアのテレビ局で戦死の報道あり葬式の映像も流出 |
|            | ウラジーミル・ザヴァドスキー Владимир Васильевич Завадский / Vladimir Vasilyevich Zavadsky （1978年1月11日 - 2023年11月28日、45歳） | 陸軍少将     | 11月28日       |                  | ロシア海軍 北方艦隊第14軍団 副司令官。地雷を踏んで死亡したと報じられた。 【確定】ヴォロネジ州のアレクサンドル・グセフ知事が戦死を報告した。 |
|            | アレクサンドル・タタレンコ Татаренко, Александр Юрьевич / Alexander Tatarenko （1960年7月16日 - 2024年1月31日、63歳）               | 退役空軍中将 | 2024年 1月31日 | クリミア共和国   | ベルベク空軍基地司令官。 |
|            | パーヴェル・クレメンコ Клименко Павло Юрійович / Klimenko Pavel Yuriyovich （1977年6月29日 - 2024年11月6日、47歳）                  | 陸軍少将     | 11月8日        | クラスノホリウカ | ロシア陸軍 第5独立自動車化狙撃旅団長。 【確定】プーチン大統領がロシア連邦英雄を死後受勲した。 |
|            | イゴール・キリロフ Игорь Анатольевич Кириллов （1970年7月13日 - 2024年12月17日）                                                    | 中将         | 2024年12月17日 | モスクワ         | ロシア軍NBC防護部隊 司令官。スクーター爆弾。 【確定】ロシア政府が死亡発表した。 |
|            | ヤロスラフ・モスカリク Ярослав Ярославович Москалик （1966年8月22日 - 2025年4月25日）                                               | 中将         | 2025年4月25日  | バラシハ         | ロシア軍参謀本部作戦総局 副部長。自動車爆弾。 【確定】タス通信が死亡速報した。 |
|            | ミハイル・グドコフ Гудков Михаил Евгеньевич （1983年1月11日 - 2025年7月2日）                                                        | 少将         | 2025年7月2日   | クルスク西部     | ロシア海軍副司令官。 【確定】ロシア国防省が死亡を認める。 |

### 佐官
| 生前の写真 | 名前 ロシア語表記/ラテン文字転写 （生没年月日と行年）                                                                             | 階級         | 報告された日付 | 戦死地                       | 補足 |
| ---------- | --- | ------------ | -------------- | ---------------------------- | --- |
|            | セルゲイ・カシャンスキー Сергей Кашанский / Sergey Kashansky （ ? - 2022年2月26日前後、32歳）                                     | 少佐         | 2022年 3月5日  |                              | ロシア国家親衛隊 第19特殊部隊分遣隊 "イェルマーク" (ノヴォシビルスク特殊部隊)隊員。 【確定】出身地クラスノヤルスク地方知事が戦死に言及し、地元メディアが葬式日程を報じる。                                                               |
|            | アンドレイ・ブルラコフ Андрей Бурлаков / Andrei Burlakov （ ？ - 2022年2月27日）                                                  | 少佐         |                | ヘルソン地区                 | ロシア国家親衛隊 諜報部副部長。 【確定】在住地アナパの地元紙が戦死を報道。 |
|            | アレクセイ・ヴォルシュチェンコ Алексей Ворсюченко / Alexei Vorsyuchenko （ ? - 2022年2月28日、35歳）                              | 少佐         | 3月15日        |                              | ロシア空挺軍 第76親衛空挺師団 副参謀長。 【確定】出身地マリ・エル共和国の地元メディアが戦死したことや、地元露軍管理の責任者の発言込みで葬儀日程を報道。                                                                                  |
|            | アレクサンドル・コルニク Александр Корник / Alexander Kornik （ ? - 2022年3月2日 ）                                               | 中佐         | 3月17日        |                              | ロシア陸軍 第41諸兵科連合軍 第40工兵連隊 参謀長。 |
|            | ルスラン・ルドネフ Руслан Руднев / Ruslan Rudnev （1981年2月28日 - 2022年、40歳）                                                 | 大佐         | 3月1日         |                              | ロシア航空宇宙軍 第11航空・防空軍 第303戦闘機航空師団 第120独立親衛戦闘機航空連隊長。 【確定】出身地のシズラニのメディアが、サマラでの葬式の様子をサマラ州知事のコメントと共に報道。                                                     |
|            | ヴィクトル・イサイキン Виктор Исайкин / Viktor Isaikin （ ? - 2022年3月2日以前、40歳）                                            | 大佐         | 3月2日         |                              | ロシア陸軍 南部軍管区 第58諸兵科連合軍 第136独立親衛自動車化狙撃旅団 参謀長。 |
|            | アザマト・アリノフ Азамат Алинов / Azamat Alinov （1986年8月23日 - 2022年3月3日、35歳）                                           | 少佐         | 3月15日        |                              | ロシア連邦軍参謀本部情報総局 第3独立親衛特殊任務旅団 第1特殊部隊分遣隊 中隊長。 |
|            | セルゲイ・サヴァチェーエフ Сергей Савватеев / Sergei Savvateev （ ？ - 2022年3月3日、50歳）                                       | 大佐         | 3月19日        | ハルキウ近郊                 | ロシア国家親衛隊 ヴラジーミル州緊急対応特殊課(SOBR) "Sungir" 副隊長。 |
|            | ミハイル・ロジオノフ Михаил Родионов / Mikhail Rodionov （ ？ - 2022年3月3日、46歳）                                              | 中佐         | 3月19日        | ハルキウ近郊                 | ロシア国家親衛隊 ヴラジーミル州緊急対応特殊課(SOBR) "Sungir"。 |
|            | イリヤ・ピャトキン Илья Пяткин / Ilya Pyatkin （ ？ - 2022年3月3日、38歳）                                                        | 中佐         | 3月19日        | ハルキウ近郊                 | ロシア国家親衛隊 ヴラジーミル州緊急対応特殊課(SOBR) "Sungir"。 |
|            | ロマン・リャボフ Роман Рябов / Roman Ryabov （ ？ - 2022年3月3日、50歳）                                                          | 中佐         | 3月19日        | ハルキウ近郊                 | ロシア国家親衛隊 ヴラジーミル州特別任務機動隊(OMON) "Nevsky"。 |
|            | コンスタンティン・ジゼフスキー Константин Зизевский / Konstantin Zizevsky （ ？ - 2022年3月5日）                                  | 大佐         |                |                              | ロシア空挺軍 第7親衛空挺師団 第247親衛空挺連隊長。 |
|            | デニス・グレーボフ Денис Гле́бов / Denis Glebov （1984年5月5日 - 2022年3月5日、37歳）                                              | 中佐         |                | チュフイウ近郊               | ロシア空挺軍 第11独立親衛空中強襲旅団副長。 |
|            | アレクセイ・ハサノフ Алексей Хасанов / Alexey Khasanov （1977年6月6日 - 2022年3月5日、44歳）                                      | 中佐         |                |                              | ロシア航空宇宙軍 第4航空・防空軍 第1親衛爆撃機混成航空師団 第31親衛戦闘機航空連隊副長。 |
|            | ドミトリー・ソフローノフ Дмитрий Софронов / Dmitry Sofronov （1977年 - 2022年3月6日）                                             | 大佐         | 3月9日         | チュフイウ近郊               | ロシア海軍 北方艦隊 第61親衛独立海軍歩兵旅団副長。 |
|            | ルスラン・レオーノフ Руслан Леонов / Ruslan Leonov （1983年 - 2022年3月6日、39歳）                                                | 少佐         | 3月10日        |                              | ロシア国家親衛隊 特殊部隊中隊長。いずれの特殊部隊かは明らかにされていない。 |
|            | ヴィクトル・マクシムチュク Виктор Максимчук / Victor Maksimchuk （ ？ - 2022年3月6日、44歳）                                      | 少佐         |                | マリウポリ近郊               | ロシア国家親衛隊 ジェルジンスキー師団自動車化狙撃連隊長。 【確定】自宅があったクラスノダールの地元メディアが葬儀日時や埋葬墓地名などを報じている。                                                                                       |
|            | アレクセイ・イリニツキー Алексей Ильницкий / Alexey Ilnitsky （ ？ - 2022年3月8日以前）                                           | 少佐         | 3月8日         |                              | ロシア空挺軍 第11独立親衛空挺旅団 大隊長。 |
|            | ユーリー・アガルコフ Юрий Агарков / Yuri Agarkov （ ？ - 2022年3月8日）                                                           | 中佐         | 3月9日         |                              | ロシア陸軍 第8諸兵科連合軍 第20親衛自動車化狙撃師団 第33自動車化狙撃連隊長。 |
|            | アンドレイ・ザハーロフ Андрей Захаров / Andrei Zakharov （ ？ - 2022年3月9日）                                                    | 大佐         | 3月10日        | ブロヴァルィー近郊           | ロシア陸軍 第41諸兵科連合軍 第90親衛戦車師団 第6親衛戦車連隊長。 2016年にウラジーミル・プーチンから勇敢勲章を授与されていた。 |
|            | ルスラン・ペトルーヒン Руслан Петрухин / Ruslan Petrukhin （ ？ - 2022年3月11日）                                                 | 少佐         | 3月22日        |                              | ロシア陸軍 東部軍管区 第35諸兵科連合軍 第38独立親衛自動車化狙撃旅団 自動車化歩兵大隊長。 |
|            | セルゲイ・ポロフニャ Сергій Порохня / Sergei Porokhnya （ ？ - 2022年3月14日）                                                    | 大佐         | 3月14日        |                              | ロシア陸軍 第12独立親衛工兵旅団長。 |
|            | ドミトリー・トプトゥン Дмитрий Топтун / Dmitry Toptun （1990年 - 2022年3月14日、31–32歳）                                         | 少佐         |                |                              | ロシア陸軍 自動車化狙撃大隊長。 |
|            | イーゴリ・ニコラーエフ Игорь Николаев / Igor Nikolaev （ ？ - 2022年3月15日）                                                     | 大佐         | 3月16日        | ハルキウ州 イジューム        | ロシア陸軍 第20親衛諸兵科連合軍 第3自動車化狙撃師団 第252親衛自動車化狙撃連隊長。 |
|            | セルゲイ・スハレフ Сергій Сухарєв / Sergei Sukharev （1981年3月13日 - 2022年3月17日、41歳）                                       | 大佐         | 3月17日        |                              | ロシア空挺軍 第98親衛空挺師団 第331親衛空挺連隊長。 |
|            | ニコライ・オヴチャレンコ Николай Овчаренко / Nikolai Ovcharenko （ ? - 2022年3月20日）                                            | 大佐         | 3月20日        | ハルキウ州 イジューム        | ロシア陸軍 西部軍管区 第45独立親衛工兵旅団 副長。 |
|            | アレクセイ・シャロフ Алексей Шаров / Alexei Sharov （1980年2月6日 - 2022年3月22日、42歳）                                         | 大佐         | 3月22日        | マリウポリ近郊               | ロシア海軍 黒海艦隊 第810独立親衛海軍歩兵旅団長。 |
|            | アレクセイ・オソキン Алексей Осокин / Alexey Osokin （ ? - 2022年3月23日）                                                        | 少佐         | 3月23日        |                              | ロシア空挺軍 第31独立親衛空挺旅団 第1空挺大隊長。 |
|            | ユーリイ・メドヴェチェク Юрий Медвечек / Yuri Medvechek （ ？ - 2022年3月25日）                                                   | 大佐         | 3月25日        |                              | ロシア陸軍 第36諸兵科連合軍 第37独立親衛自動車化狙撃旅団長。 疑義あり : 部隊に大損害をもたらしたとして部下の戦車に殺害されたとの報道がなされた。しかし後日、姓の訂正とともに両足を負傷してベラルーシの病院に搬送されたと報じられている。 |
|            | セルゲイ・パノフ Сергей Панов / Sergey Panov （1989年5月13日 - 2022年3月25日以前、32歳）                                          | 少佐         | 3月29日        |                              | ロシア陸軍 第2諸兵科連合軍 第21独立親衛自動車化狙撃旅団 戦車大隊長。 |
|            | オレグ・リソフスキー Олег Викторович / Oleg Lisovsky （ ？ - 2022年3月27日以前）                                                  | 少佐         | 3月29日        |                              | ロシア陸軍 第41諸兵科連合軍 第35独立親衛自動車化狙撃旅団 ロケット砲大隊副長。 |
|            | デニス・クリロ Денис Курило / Denis Kurilo （ ？ - 2022年3月29日以前）                                                            | 大佐         | 3月29日        |                              | ロシア海軍 北方艦隊(北部軍管区) 第14軍団 第200独立自動車化狙撃旅団長。 |
|            | ヴィタリー・スラブツォフ Виталий Слабцов / Vitaly Slabtsov （1978年 - 2022年3月24日）                                             | 中佐         | 4月1日         |                              | ロシア空挺軍 第83独立空挺強襲旅団副長。 |
|            | アレクサンドル・ベスパーロフ Александр Беспалов / Alexander Bespalov （ ? - ? 、42歳 ）                                           | 大佐         | 4月8日         |                              | ロシア陸軍 第20親衛諸兵科連合軍 第144親衛自動車化狙撃師団 第59親衛戦車連隊長。 |
|            | アントン・クプーリン Антон Куприн / Anton Kuprin （1978年8月3日 - 2022年4月14日、43歳）                                           | 大佐         | 4月14日        | 黒海（オデッサ沖）           | ロシア海軍 黒海艦隊 旗艦 スラヴァ級ミサイル巡洋艦 モスクワ 艦長。 |
|            | ウラジーミル・フロムチェンコフ Хромченков Володимир Олександрович / Vladimir Khromchenkov （1983年6月28日 - 2022年4月15日、38歳） | 中佐         |                |                              | ロシア海軍 黒海艦隊 タピール級揚陸艦 サラトフ 艦長。 |
|            | アレクサンドル・チルヴァ Александр Чирва / Alexander Grigorievich Chirva （ ? - ? ）                                              | 少佐         | 4月18日        |                              | ロシア海軍 黒海艦隊 ロプーチャ級揚陸艦 ツェーザリ・クニコフ 艦長。 【確定】ウクライナとロシアの両国で戦死報道があり、死亡は確定。 |
|            | イヴァン・グリシン Руденко Константин Андреевич / Ivan Ivanovich Grishin （ ? - 2022年4月16日）                                   | 大佐         | 4月18日        |                              | ロシア陸軍 第20親衛諸兵科連合軍第49高射ミサイル旅団 (ロシア陸軍)長。 |
|            | デニス・コズロフ Денис Козлов / Denis Kozlov （1982年5月6日 - 2022年5月11日）                                                     | 大佐         | 5月11日        | ルハンシク州ビロホリウカ近郊 | ロシア陸軍 第12独立親衛工兵旅団長。 【確定】育ったムーロムの地元メディアが地元当局のコメント付きで戦死報道。 |
|            | ニコライ・ゴルバン Nikolay Gorban （ 1986年 - 2022年8月2日、36歳）                                                                | 中佐         | 8月2日         |                              | ロシア連邦保安庁 特殊部隊司令官。 |
|            | ドミトリー・リシツキー Dmitry Lysitsky （ ? - ?、48歳）                                                                           | 中佐         | 2023年 3月28日 | スタヴロポリ                 | ロシア空挺軍 第274空挺狙撃連隊 第1空挺狙撃大隊長。ロシア連邦英雄（2015年）。 |
|            | スタニスラフ・ルジツキー Станислав Ружицкий / Stanislav Ruzicky （ ? - 2023年7月10日、?歳）                                       | 退役海軍大佐 | 7月12日        | クラスノダール               | 【確定】ロシア国営メディアタス通信がルジツキーの死を報道。 （ロシア側の主張）ルジツキーは確かにロシアの退役海軍大佐であるが、2022年に退役した後はクラスノダール行政府職員に転じており、2022年ロシアのウクライナ侵攻とは無関係。          |